# André Carson

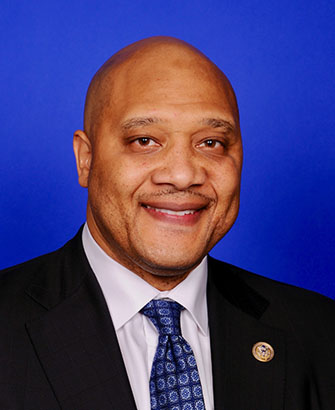
André Carson (2018)

André D. Carson (* 16. Oktober 1974 in Indianapolis, Marion County, Indiana) ist ein US-amerikanischer Politiker der Demokratischen Partei. Seit März 2008 vertritt er den siebten Distrikt des Bundesstaats Indiana im US-Repräsentantenhaus.

## Werdegang
André Carson ist der Enkel von Julia Carson (1938–2007), die von 1997 bis zu ihrem Tod für Indiana im US-Repräsentantenhaus saß. Er besuchte die Arsenal Technical High School in Indianapolis und studierte danach an der Concordia University in Mequon (Wisconsin) und der Indiana Wesleyan University in Marion. Dort erhielt er einen Bachelor of Arts sowie einen Master of Science. Neun Jahre lang arbeitete er für die Staatspolizei von Indiana und danach für das Homeland Security Department dieses Staates, wo er eine Anti-Terror-Abteilung leitete.
Carson wuchs als Baptist auf und besuchte eine katholische Schule. In den 1990er Jahren trat er zum Islam über, nachdem er Gedichte von Rumi und die Autobiographie von Malcolm X gelesen hatte. Er ist mit Mariama Shaheed verheiratet, mit der er eine Tochter hat. Die Familie lebt privat im Center Township nahe Indianapolis.

## Politik

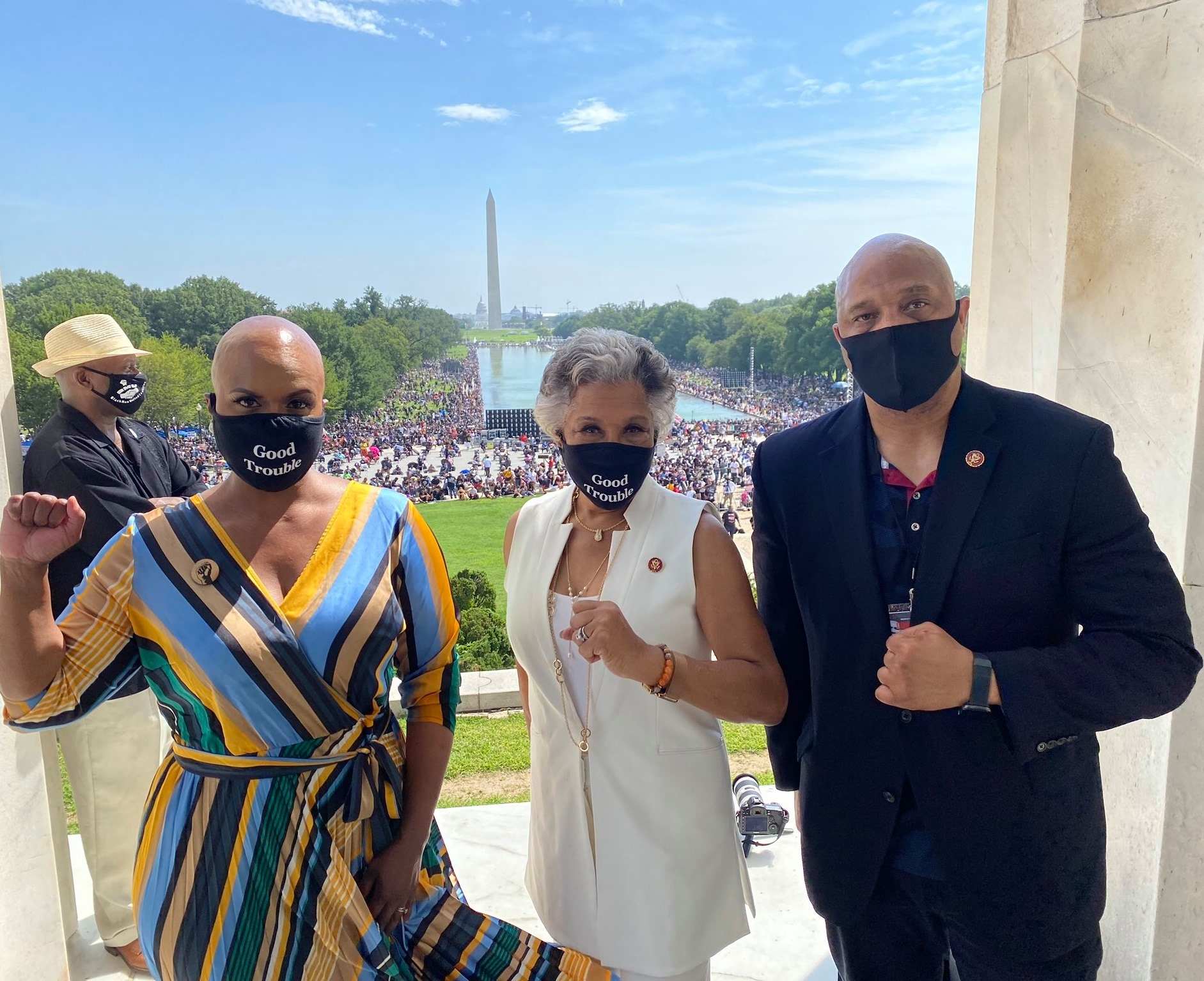
Ayanna Pressley, Joyce Beatty und Carson beim March on Washington (2020)

Politisch wurde Carson Mitglied der Demokratischen Partei. Zwischen 2007 und 2008 gehörte Carson dem Stadtrat von Indianapolis an.
Nach dem Tod seiner Großmutter wurde er bei der fälligen Nachwahl für den siebten Kongresswahlbezirk von Indiana zu ihrem Nachfolger im Repräsentantenhaus in Washington, D.C. gewählt, wo er am 13. März 2008 sein neues Mandat antrat. Er siegte am 11. März mit 54 % gegen Jon Elrod von der Republikanischen Partei und Sean Shepard von der Libertarian Party. Nachdem er bisher bei allen folgenden sieben Wahlen, zwischen 2008 und 2020 wiedergewählt wurde, kann er sein Mandat bis heute ausüben. Er wurde stets mit mehr als 54 % der Stimmen wiedergewählt. Sein bestes Ergebnis erzielte er bei den regulären Wahl 2008 mit 65,1 %, und das schlechteste Wiederwahlergebnis hatte er im Jahr 2014 mit 65,1 Prozent der Stimmen. Seine aktuelle, insgesamt achte, Legislaturperiode im Repräsentantenhaus des 117. Kongresses lief noch bis zum 3. Januar 2023.
Die Primary (Vorwahl) seiner Partei für die Wahlen 2022 am 3. Mai konnte er mit 94 % und großem Abstand gewinnen. Er trat dadurch am 8. November 2022 gegen Angela Grabovsky von der Republikanischen Partei, sowie Gavin Maple von der Libertarian Party an.  Er konnte diese Wahl mit 66,9 % der Stimmen deutlich für sich entscheiden.
Bei der Kongresswahl 2024 erhielt er in der Vorwahl 91,1 % der Stimmen. Da Jennifer Pace, die Gewinnerin der Republikanischen Vorwahl, vor der Stimmabgabe verstorben war, bestimmten Funktionäre der Republikanischen Partei Carsons Gegenkandidaten für die Hauptwahl. Gegen den ausgewählten Republikanischen Kandidaten John Schmitz gewann André Carson dann in der Hauptwahl mit 68,3 %. Er wird dadurch auch im bis zum 3. Januar 2027 tagenden Repräsentantenhaus des 119. Kongresses vertreten sein.

### Ausschüsse
Carson ist aktuell Mitglied in folgenden Ausschüssen des Repräsentantenhauses:
- Committee on Transportation and Infrastructure
  - Aviation
  - Railroads, Pipelines, and Hazardous Materials
- Permanent Select Committee on Intelligence
  - Counterterrorism, Counterintelligence, and Counterproliferation (Vorsitz)
  - Strategic Technologies and Advanced Research

Zuvor war er auch Mitglied im Committee on Armed Services und dem Committee on Financial Services. Außerdem ist er Mitglied im Congressional Black Caucus, dem Congressional Progressive Caucus und der New Democrat Coalition sowie weiteren zwei Caucuses.

### Positionen
Im Kongress setzt er sich für eine bessere Bildungspolitik, die Nutzung erneuerbarer Energien und die Gesundheitsreform ein. Er unterstützte den Truppenabzug nach dem Irakkrieg, aber auch den Einsatz im Krieg in Afghanistan seit 2001.